# Brinkley (Cambridgeshire)
Brinkley – wieś w Anglii, w hrabstwie Cambridgeshire, w dystrykcie East Cambridgeshire. Leży 19 km na wschód od miasta Cambridge i 81 km na północny wschód od Londynu. W 2001 miejscowość liczyła 383 mieszkańców.